# Горня Рієка
46°07′ пн. ш. 16°23′ сх. д. / 46.11° пн. ш. 16.39° сх. д.
Горня Рієка (хорв. Gornja Rijeka) – громада і населений пункт в Копривницько-Крижевецькій жупанії Хорватії.

## Населення
Населення громади за даними перепису 2011 року становило 1 779 осіб. Населення самого поселення становило 340 осіб.
Динаміка чисельності населення громади:
Динаміка чисельності населення центру громади:

## Населені пункти
Крім поселення Горня Рієка, до громади також входять:
- Барлабашевець
- Деклешанець
- Доня Рієка
- Дропковець
- Фаєровець
- Фодровець-Рієцький
- Коларець
- Костанєвець-Рієцький
- Лукачевець
- Немчевець
- Пофуки
- Штриговець
- Вукшинець-Рієцький